# Comment épouser une Suédoise
Pour plus de détails, voir Fiche technique et Distribution.
Comment épouser une Suédoise (Il vichingo venuto dal sud) est un film italien réalisé par Steno, sorti en 1971.

## Fiche technique
- Titre original : Il vichingo venuto dal sud
- Titre français : Comment épouser une Suédoise
- Réalisation : Steno
- Scénario : Steno, Raimondo Vianello et Giulio Scarnicci
- Photographie : Angelo Filippini
- Montage : Ruggero Mastroianni
- Musique : Armando Trovajoli
- Pays d'origine : Italie
- Format : Couleurs - 1,85:1 - Mono
- Genre : comédie
- Date de sortie : 1971

## Distribution
- Lando Buzzanca : Rosario Trapanese
- Pamela Tiffin : Karen
- Renzo Marignano : Gustav Larsen
- Gigi Ballista : Commendatore Silvio Borellon
- Rita Forzano : Ilse
- Steffen Zacharias : Bosen
- Dominique Boschero : Priscilla
- Ferdy Mayne : Professeur Grutekoor